# Флаг Темижбекского сельского поселения
Флаг муниципального образования Темижбе́кское сельское поселение Кавказского района Краснодарского края Российской Федерации — опознавательно-правовой знак, служащий официальным символом муниципального образования.
Флаг утверждён 16 сентября 2009 года и внесён в Государственный геральдический регистр Российской Федерации с присвоением регистрационного номера 5631.

## Описание
«Полотнище жёлтого цвета с отношением ширины к длине 2:3, несущее посередине стилизованное изображение укрепления, соединённое с крестом, в зелёном, жёлтом и белом цветах, а вдоль верхней и нижней сторон одинаковые синие полосы, выступающие углом, посередине — шириной в 1/6 от ширины полотнища, по краям — 1/12».

## Обоснование символики
Флаг языком символов и аллегорий отражает исторические, культурные и экономические особенности сельского поселения.
Изображение фельдшанца аллегорически указывает на исторический факт предшествовавший основанию станицы — возведение крепостного сооружения, под руководством А. В. Суворова, на правом берегу Кубани.
Рядом с крепостным укреплением, в 1804 году, была основана станица Темижбекская, куда переселили часть казаков, расформированного в 1802 году Екатеринославского войска, символом которых является зелёный крест с уширенными концами. Зелёный цвет символизирует жизнь, возрождение, плодородие. Крест также символизирует верность и мужество. Белая окантовка креста символизирует миролюбие, порядочность и чистоту.
Из казаков упразднённого Екатеринославского войска сложились первоначальные кадры Кавказского казачьего полка Линейного Кавказского казачьего войска, определяющим цветом у которых был синий цвет.
Синий цвет (лазурь) символизирует чистое небо, возвышенные устремления, честь и искренность, добродетель. Синие, заострённые к центру, полосы аллегорически указывают на реки Кубань и Челбас, протекающие с юга и севера вдоль земель поселения.
Жёлтый цвет (золото) символизирует достаток, процветание и указывает на основной вид сельскохозяйственной деятельности в поселении — выращивание зерновых.